# Карролл (округ, Арканзас)

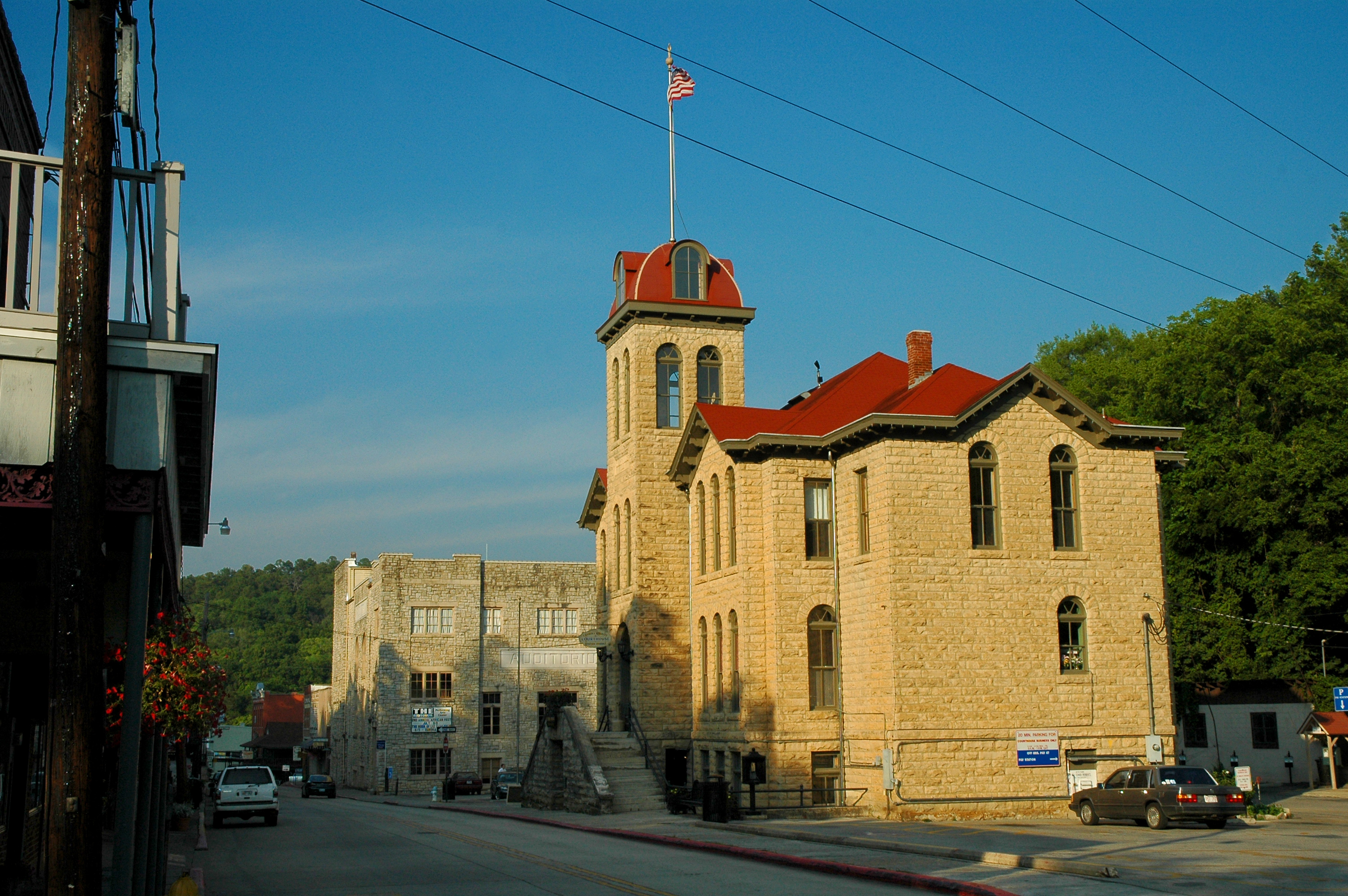
Здание окружного суда в городе Юрика-Спрингс

Ка́рролл (англ. Carroll County) — округ, расположенный в штате Арканзас, США, с населением 25 357 человек по статистическим данным переписи 2000 года. В округе две столицы — этот статус имеют города Берривилл и Юрика-Спрингс.
Округ Карролл был образован 1 ноября 1833 года, став 26-м по счёту округом в стране, и получил своё название в честь умершего годом раньше Чарлза Кэрролла из Карролтона, или Чарлза Кэрролла III (19 сентября 1737 — 14 ноября 1832), — единственного католика среди подписавших Декларацию независимости США. Он пережил всех из этой когорты — скончался последним на 96-м году жизни через 56 лет после подписания документа.

## География
По данным Бюро переписи населения США, округ Карролл имеет общую площадь 1655 км², из которых 1632 км² занимает земля и 23 км² — вода. Площадь водных ресурсов округа составляет 1,34 % всей его площади.

### Соседние округа
- Стон (Миссури) — север
- Тейни (Миссури) — северо-восток
- Бун (Арканзас) — восток
- Ньютон (Арканзас) — юго-восток
- Мадисон (Арканзас) — юг
- Бентон (Арканзас) — запад
- Барри (Миссури) — северо-запад

## Демография

Диаграмма распределения населения округа по возрастным категориям. Данные переписи 2000 года

По данным переписи населения 2000 года, в округе проживало 25 357 человек, 7111 семей, насчитывалось 10 189 домохозяйств и 11 828 жилых домов. Средняя плотность населения составляла 16 человек на 1 км². Расовый состав округа, по данным переписи, распределился следующим образом: 93,63 % белых, 0,11 % чёрных, или афроамериканцев, 0,88 % коренных американцев, 0,41 % азиатов, 0,08 % выходцев с тихоокеанских островов, 1,55 % смешанных рас, 3,34 % — других народностей. Испано- и латиноамериканцы составили 9,74 % жителей округа.
Из 10 189 домохозяйств в 29,20 % воспитывали детей в возрасте до 18 лет, 57,10 % представляли собой совместно проживающие супружеские пары, в 8,60 % семей женщины проживали без мужей, 30,20 % не имели семей. 25,20 % семей на момент переписи жили самостоятельно, при этом 10,30 % составили одинокие пожилые люди в возрасте 65 лет и старше. Средний размер домохозяйства составил 2,47 человека, а средний размер семьи — 2,93 человека.
По возрастным группам население округа, по данным переписи 2000 года, распределилось следующим образом: 24,00 % — жители младше 18 лет, 8,10 % — между 18 и 24 годами, 26,20 % — от 25 до 44 лет, 26,00 % — от 45 до 64 лет и 15,80 % — в возрасте 65 лет и старше. Средний возраст жителей округа составил 39 лет. На каждые 100 женщин в округе приходилось 97,40 мужчины, при этом на каждые сто женщин 18 лет и старше приходилось 95,30 мужчины также старше 18 лет.
Средний доход на одно домохозяйство в округе составил 27 924 доллара США, а средний доход на одну семью в округе — 33 218 долларов. При этом мужчины имели средний доход 21 896 долларов США в год против 18 159 долларов США у женщин. Доход на душу населения в округе составил 16 003 доллара США в год. На момент переписи в округе за чертой бедности находились 11,00 % семей и 15,50 % населения в целом, при этом 20,70 % этих жителей были моложе 18 лет и 13,60 % — в возрасте 65 лет и старше.

## Главные автодороги
- US 62
- US 412
- AR 21
- AR 23
- AR 103

## Города
| - Алпина - Берривилл - Бивер | - Блу-Ай - Грин-Форест - Карролтон | - Ок-Гров - Юрика-Спрингс |